# Sebastián García de Luca
Raúl Sebastián García de Luca (Chivilcoy, Buenos Aires; 9 de mayo de 1980) es un economista y político argentino. Se desempeñó como diputado nacional por la provincia de Buenos Aires en la Cámara de Diputados de la Nación Argentina.

## Biografía
Sebastián García de Luca nació el 9 de mayo de 1980 en la localidad de Chivilcoy, provincia de Buenos Aires. Estudió Economía en la Universidad Nacional de La Plata. Se encuentra en pareja con Eugenia Stoessel, licenciada, comunicadora y docente en Comunicación Social.  Sebastián García de Luca y Eugenia Stoessel son padres de tres hijos, Camilo, Isidro y Vicente.

### Carrera política
Comenzó su carrera política en el Gobierno de la Provincia de Buenos Aires, desempeñándose como secretario privado del entonces gobernador Felipe Solá de 2005 a 2007. Luego fue asesor de Martín Lousteau, en aquel momento Ministro de Economía de la Nación.
El 10 de diciembre de 2011 es designado director general de la Dirección General Relaciones con las Provincias y Municipios en el Gobierno de la Ciudad de Buenos Aires, renunciando a este cargo el 10 de diciembre de 2013 y siendo reemplazado por Ángel Manuel Mosca. El 27 de octubre de 2013, fue elegido para la función de concejal de Chivilcoy, su ciudad natal sacando el 13,8% de los votos y compitiendo dentro del Frente Renovador.

#### Trayectoria nacional
Dos años después, en el 2015, fue el coordinador de la campaña en el Norte Argentino del partido Propuesta Republicana, en el marco de las Elecciones de Argentina de 2015. Fue elegido en esos comicios para desempeñarse como diputado provincial en la Cámara de Diputados de la Provincia de Buenos Aires por la cuarta sección electoral bonaerense. Sin  embargo, tomó licencia del cargo al ser convocado por el entonces Ministro del Interior de la Nación, Rogelio Frigerio, quien lo nombra Secretario del Interior. Desde este rol en el Poder Ejecutivo, fue uno de los principales interlocutores con los gobiernos provinciales, así como con los mandatarios y bloques de oposición.
En las Elecciones legislativas de Argentina de 2019 es electo Diputado Nacional por la provincia de Buenos Aires, integrando la lista de Juntos por el Cambio. Desde entonces, integra las comisiones de Presupuesto y Hacienda, Legslación General, Educación, Ciencia, Tecnología e Innovación Productiva, Análisis y Seguridad de las Normas Tributarias y Prevención